# A Skeleton Key to Finnegans Wake
A Skeleton Key to Finnegans Wake é uma obra de crítica literária de 1944 do mitólogo Joseph Campbell e Henry Morton Robinson. A obra oferece uma visão geral crítica de Finnegans Wake e um esboço exegético detalhado do texto.
De acordo com Campbell e Robinson, Finnegans Wake é melhor interpretado à luz da filosofia de Giambattista Vico, que sustenta que a história prossegue em ciclos e não consegue alcançar um progresso significativo ao longo do tempo.